# Akademickie Mistrzostwa Polski w koszykówce mężczyzn
Akademickie Mistrzostwa Polski w koszykówce mężczyzn – rozgrywki koszykarskie, prowadzone cyklicznie - corocznie lub co sezonowo, mające na celu wyłonienie najlepszej męskiej - akademickiej drużyny koszykarskiej w Polsce, w ramach Akademickich Mistrzostw Polski.

## Medaliści
(do uzupełnienia)
| Sezon |               |                        |                        | 4. miejsce          |
| 1952  |               |                        | AZS UMK Toruń          |                     |
| 1953  |               | AZS UMK Toruń          |                        |                     |
| 1959  | AZS Warszawa  | AZS UMK Toruń          |                        |                     |
| 1985  |               |                        | AZS UMK Toruń          |                     |
| 1987  | AZS UMK Toruń |                        |                        |                     |
| 2009  | ALK Warszawa  | Politechnika Warszawa  | Politechnika Opole     | Politechnika Poznań |
| 2010  | ALK Warszawa  | Uniwersytet Rzeszowski | Politechnika Poznań    | WSWFiT Białystok    |
| 2011  | ALK Warszawa  | UJ Kraków              | Politechnika Opole     | Politechnika Gdańsk |
| 2012  | ALK Warszawa  | Uniwersytet Szczecin   | Uniwersytet Rzeszowski | Uniwersytet Gdański |
| 2013  | ALK Warszawa  | AWF Katowice           | PWSZ Wałbrzych         | UMCS Lublin         |
| 2014  | ALK Warszawa  | UAM Poznań             | Politechnika Poznań    | PWSZ Wałbrzych      |
| 2015  | AWF Katowice  | ALK Warszawa           | PWSZ Wałbrzych         | UMCS Lublin         |
| 2016  | UMCS Lublin   | AGH Kraków             | Łazarski Warszawa      | AWF Katowice        |
| 2017  | AMW Gdynia    | UJ Kraków              | AGH Kraków             | ALK Warszawa        |